# Balgstädt
Balgstädt est une commune allemande de l'arrondissement du Burgenland, Land de Saxe-Anhalt.

## Géographie
Balgstädt se situe le long de l'Unstrut ; l'affluent Hasselbach se jette à la sortie de la commune. Elle fait partie du parc naturel de Saale-Unstrut-Triasland et du vignoble de Saale-Unstrut.
| Bad Bibra         | Laucha an der Unstrut | Freyburg  |
|                   | Balgstädt             |           |
| An der Poststraße | Lanitz-Hassel-Tal     | Naumbourg |

La commune regroupe les quartiers de Balgstädt, Burkersroda, Dietrichsroda, Größnitz, Hirschroda et Städten.

## Histoire
Balgstädt est mentionné pour la première fois sous le nom de Balgestat en 881 dans les répertoires des biens de l'abbaye d'Hersfeld.
La commune actuelle vient de la fusion avec Balgstädt de Burkersroda, Hirschroda et Größnitz en juin 2009

## Infrastructure
Balgstädt se trouve le long de la Bundesstraße 176 et de la ligne de Naumbourg à Reinsdorf.